# Batarà de Rondônia
El batarà de Rondônia (Clytoctantes atrogularis) és una espècie d'ocell de la família dels tamnofílids (Thamnophilidae).

## Hàbitat i distribució
És un ocell poc conegut que habita l'espesura de la selva pluvial dels estats brasilers de Rondônia, Mato Grosso i Amazones.